# Christian Hansen Teilman
 Der er flere personer med dette navn, se Christian Teilman.
Christian (Christen) Hansen Teilman(n) (31. marts 1689 i Ribe – 2. januar 1749 på Skrumsager) var en dansk amtmand og godsejer, far til Tøger Reenberg de Teilmann (1721-1788) og til Andreas Charles de Teilman (1723-1790). Sammen med Christian Hansens anden søn, Morten de Teilman (1725-1781), blev de tre brødre 1751 optaget i adelstanden med navnet de Teilman. 
Han var født i Ribe, hvor faderen, Hans Nielsen Teilman, der efter traditionen stammede fra en fra Holland indvandret familie, der oprindelig var teglbrændere, var borger. Moderen, Johanne Christensdatter Mulvad, ægtede 2. gang købmand i Ribe Anders Tarup, Teilman sendtes som dreng i skole hos præsten i Gørding-Vejrup, magister Peder Gjørding, der havde en art opdragelsesanstalt for unge mennesker, hvorfra han 1706 dimitteredes til Universitetet. Samme år var han respondent ved en disputats på Elers' Kollegium, men synes snart at have opgivet studeringerne og taget plads som huslærer hos landsdommer Thøger Reenberg på Ristrup. Efter en udenlandsrejse 1711 blev han året efter på Reenbergs anbefaling kancellisekretær og ægtede 7. oktober 1714 dennes datter Christine Marie (7. januar 1688 – 4. december 1734), hvorpå han købte herregården Skrumsager. 1724 udnævntes han til amtmand over Lundenæs og Bøvling Amter, 1729 til justitsråd og 1746 til etatsråd.

## Sandflugtsbekæmpelse
Som ejer af Skrumsager, er det værd at nævne, at Christian Hansen Teilman var den første der gav ordre til marskens lodsejere og landmilitsen i Øster- og Vester Horne herred om at dræne digerne og plante hjælme for at bekæmpe sandflugten, der var begyndt at blive et stort problem. Bønderne i Bork blev sat til at bygge diger og pløje engene øst for digerne, og fik gravet et nyt afløb ud i Obling Fjord for den oversvømmende marsk, et arbejde det blev færdig i 1719. Han havde skrevet en klage med forslag til Rentekammeret herom, og fik bevilling dertil. Han skrev at "sandet på 5 årstid har ødelagt mangfoldige tusinde skår eng," men et år senere rapporterede han selv derefter, at “mange hundred engskifter, som i seksten år har stået under vand, nu er tørre den ganske sommer.“ Men i 1720, da digerne ikke var færdige fordi mandskabet ikke var mødt, blev påbuddene indskærpede og ved en resolution ansattes Teilman til inspektør for at få dem bygget. Det var dog ved hjælmeplantning som Teilman gjorde sig bemærket og han siges at have været den første der bragte denne sand-dæmpningsmetode i anvendelse. Hans arbejde blev rost af Erik Pontoppidan (1698-1764), der skrev at Teilman havde frelst marsken, og af professor Erik Viborg (1759-1822), der siger "dette Teilmanns anlæg ses endnu som en stor klit, der omgiver marsken på dens nordvestlige kant."

## Den Store Laksesag
Han var flere år involveret i en retssag som blev kendt som "Den Store Laksesag." Der havde været i flere år retssager vedrørende laksefiskeriet i Skjern Å mellem lokale bønder og de store godsejere fra Lundenæs (Det Bülowske Stamhus) og Lønborggård (Selius Müller), der havde mange laksegårde langs åen. De troede at de ejede det kongelige lakseregale i hele amtet. Men i 1729 begyndte nogle mindre godsejere og Ringkøbingborgere at fiske i selve Ringkøbing Fjord hvor laksen trak op i åen. De mindre godsejere var amtmand Christian Teilman, Peder Madsen Lillelund, Ringkøbingborgeren Rydberg Lars Rindum, Jacob Tommerup, Grubbesholm, og fuldmægtig Søren Sterm, Viumgård. De blev med det samme mødt med sagsanlæg, først i Lønborg Birketing, så ved Jyllands Landsting, og senere ved ved Ringkøbing Byting, frem til at der blev sat dertil en særlig Kommission bestående af amtmanden over Riberhus Amt Christian Carl von Gabel og amtmanden over Hald Amt ved Viborg Jens Jørgensen Seerup. Den strækkede sig over næsten to år og frem til september 1731. Teilman og de andre sagsøgte mente at de almindelige regler for fiskeri gjalt, dvs. ejeren af jordlodder grænsende til et vandløb havde ret til at fiske indtil midtstrøms. Kommissionens dom fastslog, at Lundenæs’ og Lønborggårds ejere havde ret til laksefangst, som kronen havde gjort, da den var ejer, og begrænsede fiskeriet i Ringkøbing Fjord, således at laksen skulle frit vandre gennem fjorden og op i åen. Men Teilman og de andre appellerede til Højesteret. Her blev gamle sager om fiskeriet tilbage fra 1699 trukket op, og til slut, i juni 1734, kom Højesteret til den beslutning at der ikke var nogen lakseregale i Lundenæs Amt.
1742 ægtede Christian Hansen Teilman i 2. ægteskab Anne Marie f. Schultz (1694-1746), datter af Christian Ulrik Schultz (1650-1709) til Bregningegård og tidligere forvalter på Lundenæs. Anne Marie var enke efter Stephan Nielsen Ehrenfeld (1680-1741), ved hvilket ægteskab Christian Hansen Teilman kom i besiddelse af herregårdene Endrupholm, Nørholm, Lunderup og Agerkrog. Teilman, der roses som en dygtig landmand og en virksom amtmand, døde på Skrumsager 2. januar 1749; hans hustru blev begravet 18. april 1746.